# 米哈伊洛夫斯克 (斯維爾德洛夫斯克州)
56°26′N 59°07′E / 56.433°N 59.117°E
米哈伊洛夫斯克（俄语：Миха́йловск）是俄羅斯斯維爾德洛夫斯克州北部的一個城市，位於州府葉卡捷琳堡西南163公里。2002年人口10,538人。
1805年建立，時稱。1961年建市並改名。